# Patricia Merz
Patricia Merz (* 2. Juni 1993 in Baar, Kanton Zug) ist eine Schweizer Ruderin. Sie gewann 2017 bei der Europameisterschaft die Bronzemedaille im Leichtgewichts-Einer. 2018 und 2019 gelang ihr dies im Leichtgewichts-Doppelzweier.

## Karriere
Patricia Merz wuchs in Baar auf und besuchte dort die örtliche Primarschule. Anschliessend besuchte sie ein Gymnasium in Zug, wo sie 2008 im Rahmen eines Sporttages das erste Mal mit dem Rudersport in Kontakt kam. Kurz darauf trat sie als 15-Jährige in den See-Club Zug ein. 2011 feierte sie ihr internationales Debüt bei den Junioren-Weltmeisterschaften in Eton. Zusammen mit Josephine Galantay, Adeline Seydoux und Frédérique Rol belegte sie im Doppelvierer den zweiten Platz im B-Final und erreichte damit den achten Platz.
2012 konnte sie im ersten Seniorinnen-Jahr direkt Schweizer Meisterin im Doppelvierer werden. Im Juli startete sie dann mit Frédérique Rol im Leichtgewichts-Doppelzweier bei der U23-Weltmeisterschaft. Die beiden qualifizierten sich für den A-Final, wo sie den sechsten und damit letzten Platz belegten. Im Jahr 2013 traten die beiden erstmals bei den Europameisterschaften an. Im Leichtgewichts-Doppelzweier erreichten sie den dritten Platz im B-Final und damit den neunten Platz. Bei den Schweizer Meisterschaften konnten sie dieses Mal nicht nur den Titel im Doppelvierer verteidigen, sondern gewannen auch den Titel im Leichtgewichts-Doppelzweier. Zum Abschluss der Saison ging Merz wieder mit Frédérique Rol im Leichtgewichts-Doppelzweier bei der U23-Weltmeisterschaft an den Start. Wie schon im Vorjahr erreichten die beiden den sechsten Platz im A-Final. 2014 erreichten Merz und Rol erneut den neunten Platz bei den Europameisterschaften. Anschliessend starteten die beiden beim zweiten Ruder-Weltcup der Saison auf dem Lac d’Aiguebelette in Haute-Savoie. Mit dem zweiten Platz im C-Final schlossen sie den Wettbewerb auf dem 14. Platz ab. Bei den Schweizer Meisterschaften gelang es ihr, den Titel im Leichtgewichts-Doppelzweier zu verteidigen. Ende Juli startete sie wieder mit Frédérique Rol bei der U23-Weltmeisterschaft. Im A-Final verpassten die beiden als Vierte, eine halbe Sekunde hinter den Australierinnen, knapp eine Medaille. Anschliessend gingen die beiden auch bei der Weltmeisterschaft an den Start. Sie fuhren als Vierte im C-Final über die Ziellinie und belegten damit den 16. Platz.
2015 belegten Merz und Rol beim ersten Weltcup der Saison in Bled den sechsten Platz im A-Final. Bei der Europameisterschaft verpassten sie es, sich für den A-Final zu qualifizieren. Den B-Final konnten sie dann gewinnen und beendeten den Wettkampf auf dem siebten Platz. Beim zweiten Weltcup der Saison belegten die beiden den vierten Platz im B-Final und damit in der Endabrechnung Platz zehn. Auch 2015 konnte Patricia Merz wieder Schweizer Meisterin im Leichtgewichts-Doppelzweier werden. Eine Woche später starteten Merz und Rol auch beim dritten Weltcup der Saison in Luzern. Dieses Mal belegten die beiden den sechsten Platz im B-Final, womit sie am Ende Platz 12 erreichten. Bei der U23-Weltmeisterschaft konnten sie dieses Mal hinter den Booten aus Neuseeland und China die Bronzemedaille gewinnen. Zum Abschluss der Saison starteten sie noch bei der Weltmeisterschaft im Leichtgewichts-Doppelzweier. Wie im Vorjahr belegten sie den vierten Platz im C-Final und damit insgesamt Platz 16. Im Jahr 2016 starteten sie beim ersten Weltcup der Saison in Varese. Die beiden belegten den fünften Platz im B-Final, womit sie am Ende Elfte wurden. Bei den Europameisterschaften wurden sie Vierte und verpassten damit knapp die Medaillenränge. Anschliessend traten sie bei der Finalen Qualifikationsregatta für die Olympischen Sommerspiele 2016 an. Mit dem fünften Platz verpassten sie die beiden Qualifikationsplätze aber deutlich. In Luzern beim zweiten Weltcup der Saison konnten die beiden den vierten Platz im B-Final erreichen und damit insgesamt Platz 10. Beim dritten Weltcup in Posen gelang ihnen erneut eine Verbesserung, als sie im B-Final als Zweite über die Ziellinie fuhren und damit den achten Platz belegten. Eine Woche später gewann sie dieses Jahr bei den Schweizer Meisterschaften nicht nur erneut den Titel im Leichtgewichts-Doppelzweier, sondern auch im Leichtgewichts-Einer. Zum Abschluss der Saison startete sie dann auch im Leichtgewichts-Einer bei der Weltmeisterschaft. Im Halbfinal konnte sie auf den letzten 500 Metern das Tempo der Besten nicht ganz mitgehen und verpasste als Vierte knapp den A-Final. Mit dem Sieg im B-Final beendete sie die Weltmeisterschaften auf dem siebten Platz.
2017 konnte sie im Leichtgewichts-Einer den ersten Weltcup der Saison in Belgrad gewinnen. Bei der Europameisterschaft gewann sie dann hinter Emma Fredh und Denise Walsh die Bronzemedaille. Beim zweiten Weltcup in Posen konnte sie ebenfalls die Bronzemedaille im Leichtgewichts-Einer gewinnen. Anschliessend wurde sie erneut Schweizer Meisterin im Leichtgewichts-Einer. Auch beim dritten Weltcup in Luzern gewann sie wieder die Bronzemedaille. Zum Abschluss der Saison reichte es bei der Weltmeisterschaft dann allerdings nur für den vierten Platz. Zur Saison 2018 wechselte sie wieder mit Frédérique Rol in den Leichtgewichts-Doppelzweier. Beim ersten Weltcup in Belgrad belegten sie dann den fünften Platz im A-Final. Beim zweiten Weltcup ging es für die beiden noch weiter nach vorne. Allerdings verloren sie den Endspurt gegen das Boot aus Rumänien und landeten mit zwei Hundertstelsekunden Rückstand auf dem vierten Platz. Anfang Juli konnte Patricia Merz weitere zwei Schweizer Meistertitel gewinnen, dieses Mal im Leichtgewichts-Einer und im Achter. Eine Woche später gelang es dann Merz und Rol, beim dritten Weltcup, im heimischen Luzern, die Bronzemedaille zu gewinnen und damit zum ersten Mal eine Medaille auf internationalem Spitzenniveau im Leichtgewichts-Doppelzweier zu holen. Im August konnten sie auch bei der Europameisterschaft in Glasgow die Bronzemedaille gewinnen, hinter den Booten aus den Niederlanden und Polen. Bei der Weltmeisterschaft verpassten die beiden mit dem vierten Platz die Medaillenränge.
2019 konnten sie bei der Europameisterschaft erneut die Bronzemedaille gewinnen, dieses Mal hinter den Booten aus Weissrussland und Frankreich. Beim zweiten Weltcup der Saison in Posen verpassten sie es, sich für den A-Final zu qualifizieren. Da sie aber den B-Final gewinnen konnten, beendeten sie die Regatta auf dem siebten Platz. Anfang Juli gewann sie den Titel im Doppelzweier bei der Schweizer Meisterschaft mit Jana Nussbaumer. Beim dritten Weltcup der Saison in Rotterdam startete sie wieder mit Frédérique Rol im Leichtgewichts-Doppelzweier. Die beiden gewannen die Bronzemedaille hinter den Neuseeländerinnen und Niederländerinnen. Bei der Weltmeisterschaft verpassten sie als Vierte im Halbfinal knapp die Qualifikation für den A-Final. Im B-Final lief es dann gar nicht gut für die beiden, und so fuhren sie als fünftes Boot über die Ziellinie, was am Ende Platz 11 bedeutete. Mit dem schlechtesten Rennen seit langer Zeit, zum ungünstigsten Zeitpunkt, verpassten sie die Qualifikation für die Olympischen Sommerspiele 2020. Nachdem 2020 der Grossteil der Saison abgesagt worden war, starteten die beiden im Leichtgewichts-Doppelzweier bei der Europameisterschaft in Posen. Erneut verpassten sie es, als Vierte des Halbfinals, sich für den A-Final zu qualifizieren. Dieses Mal konnten sie allerdings den B-Final gewinnen und damit den Wettkampf auf dem siebten Platz beenden. Im Mai 2021 gingen Merz und Rol in Luzern bei der Finalen Qualifikationsregatta für die Olympischen Sommerspiele 2020 an den Start. Die beiden konnten sich für den Final qualifizieren, in dem sie am Ende den zweiten Platz belegten. Da sich die ersten drei Plätze für die Ruderregatta in Tokio qualifizierten, gelang ihnen damit die Qualifikation für den Wettbewerb im Leichtgewichts-Doppelzweier bei den Olympischen Spielen. Dort belegten sie als Siegerinnen im B-Final den siebten Platz.

## Internationale Erfolge
- 2011: 8. Platz Junioren-Weltmeisterschaften im Doppelvierer
- 2012: 6. Platz U23-Weltmeisterschaften im Leichtgewichts-Doppelzweier
- 2013: 9. Platz Europameisterschaften im Leichtgewichts-Doppelzweier
- 2013: 6. Platz U23-Weltmeisterschaften im Leichtgewichts-Doppelzweier
- 2014: 9. Platz Europameisterschaften im Leichtgewichts-Doppelzweier
- 2014: 4. Platz U23-Weltmeisterschaften im Leichtgewichts-Doppelzweier
- 2014: 16. Platz Weltmeisterschaften im Leichtgewichts-Doppelzweier
- 2015: 7. Platz Europameisterschaften im Leichtgewichts-Doppelzweier
- 2015: Bronzemedaille U23-Weltmeisterschaften im Leichtgewichts-Doppelzweier
- 2015: 16. Platz Weltmeisterschaften im Leichtgewichts-Doppelzweier
- 2016: 4. Platz Europameisterschaften im Leichtgewichts-Doppelzweier
- 2016: 7. Platz Weltmeisterschaften im Leichtgewichts-Einer
- 2017: Bronzemedaille Europameisterschaften im Leichtgewichts-Einer
- 2017: 4. Platz Weltmeisterschaften im Leichtgewichts-Einer
- 2018: Bronzemedaille Europameisterschaften im Leichtgewichts-Doppelzweier
- 2018: 4. Platz Weltmeisterschaften im Leichtgewichts-Doppelzweier
- 2019: Bronzemedaille Europameisterschaften im Leichtgewichts-Doppelzweier
- 2019: 11. Platz Weltmeisterschaften im Leichtgewichts-Doppelzweier
- 2020: 7. Platz Europameisterschaften im Leichtgewichts-Doppelzweier
- 2021: 7. Platz Olympische Spiele im Leichtgewichts-Doppelzweier

## Berufsweg
Nachdem Patricia Merz einen Bachelor in Sport- und Wirtschaftswissenschaften an der Universität Basel erworben hat, studiert sie aktuell Spitzensport im Masterstudium an der Eidgenössische Hochschule für Sport Magglingen.